# 바트 베이커
바트 베이커(Bart Baker) 또는 바살로뮤 베이커(Bartholomew Baker, 1986년 5월 5일 출생)는 미국의 소셜 미디어 인물, 음악가, 코미디언이다. 그는 유명한 노래들의 패러디 비디오를 만드는 것으로 가장 잘 알려져 있으며, 이로 인해 빌보드는 그를 가장 다작하는 음악 패러디 제작자 중 한 명으로 선정했다.
베이커는 유튜브에서 유명하며, 한때 그의 채널은 1000만 명의 구독자를 기록했다. 베이커는 바인과 라이블리 플랫폼에서도 상위 수입 방송인이었다. 그의 다음 시도들은 2016년 영화 Laid in America에 출연하고, 소셜 미디어 앱 콰이쇼우와 더우인에 콘텐츠를 업로드하는 것을 포함하며, 그곳에서 그의 중국 노래 영어 커버는 팬층을 확보했다.
2018년, 베이커는 WorldStarHipHop과 새로운 유튜브 채널에 Lil Kloroxxx라는 예명으로 풍자적인 음악을 발표했다.

## 어린 시절
베이커는 1986년 5월 5일 시카고, 일리노이주에서 알바니아 베라트에서 이민 온 알바니아인 부모인 자넷과 월터 베이커 사이에서 태어났다. 그는 뉴 트리어 고등학교에 다녔고, 마이애미 대학교에서 영화를 전공했다. 인터넷 동영상 공유의 잠재력을 깨달은 후, 그는 뒷마당에서 그린 스크린을 사용하여 코미디 비디오를 촬영하기 시작했다. 더 론리 아일랜드는 베이커가 처음 시작했을 때 '큰 영감'이었다고 설명되었다.

## 경력

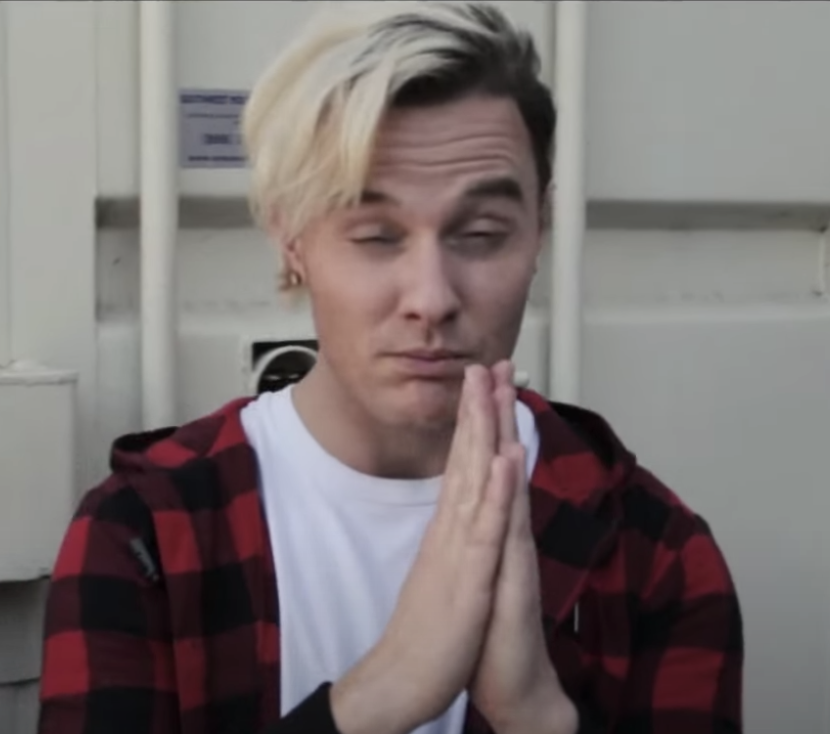
2016년 Mockstars의 "Deadpool Epic Rap" 뮤직 비디오에서 저스틴 비버를 연기하는 베이커

베이커는 유튜브에 처음 게시한 영상인 "로봇이 지구상의 모든 여성을 대체한 미래 세계에서 남성들이 자위하는 것"에 대한 "Look into My Eyes While I Masturbate"가 빠르게 10만 회의 조회수를 기록하자 용기를 얻었다. 이것은 베이커가 더 많은 영상을 만들기로 결심하게 만들었다. 그의 두 번째 영상은 패러디였다. 그는 "제가 제대로만 한다면, 제 영상들은 놀라울 정도로 잘 될 수 있을 겁니다... 사람들은 특정 프로그램 구조를 가진 채널을 구독하고 싶어 합니다. 제 채널은 패러디 영상이고, 사람들은 그걸 좋아하죠."라고 말했다.
베이커는 채널 시작부터 2011년 초까지 친구인 오스틴 스미스와 함께 일했으며, 그 후 두 사람은 서로 헤어지기로 결정했다. 스미스와 함께하는 동안, 그들은 스폰서를 받고 RKShorts.com과 계약했다.
RKShorts를 떠난 지 얼마 지나지 않아 베이커는 로스앤젤레스의 메이커 스튜디오와 계약하고 함께 녹음을 시작했다. 2013년, 베이커의 로드의 "로열스" 패러디는 송스 뮤직 퍼블리싱의 CEO인 맷 핀커스에 의해 저작권 침해 혐의로 삭제되었다. 베이커는 곧바로 송스 뮤직이 미국의 공정 사용법을 이해하지 못하고 있으며 팬들에게 트윗을 통해 항의하도록 독려하는 영상을 게시했다. 며칠 후, 송스 뮤직은 삭제 조치를 취소했고 패러디는 베이커의 채널에 복원되었다. 2014년 11월 26일, 베이커가 유튜브에서 총 10억 회의 조회수를 달성했다고 보도되었다. 같은 해, 베이커의 영상은 뮤직 초이스에서 방영되었고, 바트 베이커의 가장 재미있는 비디오라는 TV 스페셜도 방영되었다. 2015년, 베이커는 할리우드 연예 기획사인 크리에이티브 아티스트 에이전시와 계약했다. 이는 4개월 만에 베이커가 두 번째로 주요 할리우드 연예 기획사와 계약한 것으로, 첫 번째는 윌리엄 모리스 엔데버였으며, 그 당시 7명의 계약자 중 한 명이었다. 2021년 10월 9일 현재, 베이커는 그의 유튜브 채널에서 9백만 명 이상의 구독자와 30억 회의 평생 조회수를 보유하고 있다. 2009년 채널을 시작한 이래로 그는 조앤 리버스와 스탠 리 같은 게스트 스타가 출연한 100개 이상의 패러디 비디오를 제작했다. 유튜브에 대해 그는 "유튜브는 솔직히 사라지지 않을 것이라고 입증된 유일한 플랫폼 중 하나"라고 말했다. 2016년 9월 23일, 베이커가 동료 인터넷 인물 제이슨 내시와 브랜든 칼빌로가 출연하는 FM이라는 영화에 출연할 것이라고 발표되었다.
2019년 9월 6일, 바이스 뉴스는 유튜브가 가족 친화적인 광고주들을 만족시키기 위해 여러 유튜버들의 수익을 박탈한 후, 베이커가 자신의 경력을 중국 시장으로 옮겼다고 보도했다. 그의 작품은 소셜 미디어 앱 콰이쇼우에서 중국 노래를 번역하고 부르는 것으로 구성되어 있으며, 그의 중국 노래 영어 커버는 더우인에서 인기를 얻고 있다. 그는 중국에서 인터넷 콘텐츠 크리에이터로서의 경력을 더 발전시키기 위해 상하이로 이주했다. 베이커가 가족 친화적인 광고주들을 만족시키기 위한 유튜브 정책의 급격한 변화 이후 중국 시장으로 옮겨간 이후, 그의 채널은 구독자 수가 1천만 명에서 980만 명(2024년 8월 31일 기준)으로 줄어들어 구독자 수 정점에 도달했다. 2021년 8월 29일, 베이커는 3년여 만에 첫 유튜브 영상을 업로드했다. 그는 2021년 9월 미국으로 돌아갈 것이라고 발표했으며, 암호화폐를 사용하여 가끔 패러디를 포함한 새로운 콘텐츠를 제작할 여유가 될 것이라고 덧붙였다. 베이커의 가장 최근 뮤직 비디오인 "PolyDoge"는 2021년 11월에 공개되었다.

## 기타 활동
2016년 11월, 베이커는 그의 첫 비패러디 싱글인 "드레이크"를 발매했다. 이것은 또한 그의 첫 앨범 Celebritease의 데뷔 싱글이다. 그는 자신의 싱글에 대한 독점적인 TV 배급 파트너로 멀티 플랫폼 비디오 및 음악 네트워크인 Music Choice와 협력했다. 다음 달, "킴예"가 "Celebritease"의 싱글로 발매되었다. 앨범은 이후 그의 자체 레이블과 인디 레이블인 26 엔터테인먼트의 한 부문인 26 뮤직을 통해 발매되었다. 앨범에 수록된 곡들은 마지막 트랙인 "#DWBD (Don't Worry Bout Dat)"를 제외하고 모두 유명인의 이름을 따서 지어졌다. 2017년 3월 18일, 이 앨범은 빌보드 코미디 앨범 차트에서 4위를 기록했다. 2018년 여름, 베이커는 프로듀서 제이슨 넬켄과 협력하여 Lil Kloroxxx라는 공식 랩 페르소나를 만들었다. 그의 노래 "Popper"의 비디오는 7월 21일 WorldStarHipHop 유튜브 채널에 공개되었다. 그는 약 한 달 후 "4 Xanny"와 "Prom Queen"이라는 두 곡을 더 발표했다. 온라인 소식통들은 Lil Kloroxxx가 가짜이며 식스나인과 릴 펌과 같은 사운드클라우드 래퍼들을 심하게 조롱한다고 말했지만, 베이커 자신은 이 페르소나가 "진짜"라고 확인했다.
또한 2016년, 베이커는 타임스 스퀘어에 큰 빌보드를 세우고 미국 국기 무늬 복서 쇼츠를 입고 미국 대통령 선거 출마를 발표했다. 그는 자신의 대선 출마가 유명인의 본성과 그것이 선거에 미친 영향에 대한 통찰력을 제공할 것이라고 믿었다. 2015년 라이브스트림 팟캐스트에서 베이커는 암의 조기 발견, 예방 및 암 환자 지원에 전념하는 비영리 자선 단체인 "Fuck Cancer"와의 참여와 팬들이 기금 모금에 참여하여 그의 비디오에 출연할 기회를 얻을 수 있는 온라인 모금 행사에 대해 논의했다. 이 질병은 그가 어렸을 때 유방암에서 살아남은 그의 어머니를 포함하여 그의 삶의 사람들에게 영향을 미쳤다.

## 필모그래피

### 영화
| 제목            | 연도 | 역할            |
| --------------- | ---- | --------------- |
| Laid in America | 2016 | 블라인더 대변인 |
| FML             | 2016 | 스와그          |

### 텔레비전
| 제목             | 연도 | 역할 |
| ---------------- | ---- | ---- |
| Remix the Movies | 2013 | 요원 |
| YouTubers React  | 2014 | 본인 |
| In Bed with Joan | 2014 | 본인 |
| TakePart Live    | 2014 | 본인 |
| CrashPad         | 2014 | 본인 |
| Ear Biscuits     | 2015 | 본인 |
| Teens Wanna Know | 2015 | 본인 |

### 뮤직 비디오
(패러디나 Lil Kloroxxx 노래 제외)
| 제목                 | 오리지널 아티스트  | 발매일 |
| -------------------- | ------------------ | ------ |
| "파이어볼"           | 핏불 ft. 존 라이언 | 2014   |
| "프렌즈 위드 베네핏" | KSI                | 2016   |

## 음반 목록

### 정규 앨범
("Greatest Hits 2014" 앨범 제외)
| 제목         | 세부 정보                                                                  |
| ------------ | -------------------------------------------------------------------------- |
| Celebritease | - 발매: 2017년 3월 1일 - 레이블: 26 Music, LLC - 형식: 디지털 다운로드, CD |

### 싱글
(패러디 제외)
| 제목                           | 연도 | 앨범         |
| ------------------------------ | ---- | ------------ |
| "드레이크"                     | 2016 | Celebritease |
| "Kimye"                        | 2016 | Celebritease |
| "Popper" (as Lil Kloroxxx)     | 2018 | 비앨범 싱글  |
| "Prom Queen" (as Lil Kloroxxx) | 2018 | 비앨범 싱글  |
| "Savior" (as Lil Kloroxxx)     | 2018 | 비앨범 싱글  |
| "Feelin U" (as Lil Kloroxxx)   | 2018 | 비앨범 싱글  |
| "Poly Doge"                    | 2021 | 비앨범 싱글  |

### 패러디
| 제목                                                            | 오리지널 아티스트                                           | 발매일           |
| --------------------------------------------------------------- | ----------------------------------------------------------- | ---------------- |
| "Big Old Pubes" (패러디: "Boom Boom Pow")                       | 블랙 아이드 피스                                            | 2009년 6월 30일  |
| "ChiK KoK" (패러디: "Tik Tok")                                  | 케샤                                                        | 2010년 1월 21일  |
| "Teenie Weenie" (패러디: "Eenie Meenie")                        | 숀 킹스턴 및 저스틴 비버                                    | 2010년 6월 21일  |
| "California Boys" (패러디: "California Gurls")                  | 케이티 페리 ft. 스눕 독                                     | 2010년 7월 3일   |
| "Horny" (패러디: "Baby")                                        | 저스틴 비버 ft. 루다크리스                                  | 2010년 7월 29일  |
| "Used To Be a Guy" (패러디: "Love the Way You Lie")             | 에미넴 ft. 리한나                                           | 2010년 9월 9일   |
| "Only Boy (In The World)" (패러디: "Only Girl (In the World)")  | 리한나                                                      | 2010년 11월 8일  |
| "Born this Way"                                                 | 레이디 가가                                                 | 2011년 3월 10일  |
| "Friday"                                                        | 리베카 블랙                                                 | 2011년 3월 19일  |
| "E.D." (패러디: "E.T.")                                         | 케이티 페리 ft. 칸예 웨스트                                 | 2011년 4월 25일  |
| "Anus" (패러디: "Judas")                                        | 레이디 가가                                                 | 2011년 5월 12일  |
| "The Jerk Off Song" (패러디: "The Lazy Song"                    | 브루노 마스                                                 | 2011년 5월 24일  |
| "My Moment"                                                     | 리베카 블랙                                                 | 2011년 7월 25일  |
| "Slutty Mom Anthem" (패러디: "Party Rock Anthem")               | LMFAO ft. 로런 베넷 및 군록                                 | 2011년 9월 8일   |
| "Cameltoe" (패러디: "Mistletoe")                                | 저스틴 비버                                                 | 2011년 10월 16일 |
| "Sexy And I'm Homeless" (패러디: "Sexy and I Know It")          | LMFAO                                                       | 2011년 11월 22일 |
| "I Wear A Glove (When I Masterbait)" (패러디: "We Found Love")  | 리한나                                                      | 2011년 11월 29일 |
| "Super Fake" (패러디: "Super Bass")                             | 니키 미나즈                                                 | 2011년 12월 21일 |
| "My Grandpa's Super Gay" (패러디: "The One That Got Away")      | 케이티 페리                                                 | 2012년 1월 8일   |
| "Bang Your Mom" (패러디: "Turn Me On")                          | 다비드 게타 ft. 니키 미나즈                                 | 2012년 2월 10일  |
| "I'm a Stupid Hoe" (패러디: "Stupid Hoe")                       | 니키 미나즈                                                 | 2012년 2월 17일  |
| "Fat Hungry Chick" (패러디: "Rack City")                        | 타이가                                                      | 2012년 2월 24일  |
| "I Should've Worn a Condom" (패러디: "Sorry for Party Rocking") | LMFAO                                                       | 2012년 4월 6일   |
| "Pussies" (패러디: "Starships")                                 | 니키 미나즈                                                 | 2012년 4월 13일  |
| "Senior Citizen Love" (패러디: "International Love")            | 핏불 ft. 크리스 브라운                                      | 2012년 4월 20일  |
| "Hot Problems"                                                  | 더블 테이크 (그룹)                                          | 2012년 4월 27일  |
| "White Negro" (패러디: "The Motto")                             | 드레이크 ft. 릴 웨인                                        | 2012년 5월 11일  |
| "Birthday Cake"                                                 | 리한나                                                      | 2012년 6월 1일   |
| "Call Me Maybe"                                                 | 칼리 레이 젭슨                                              | 2012년 6월 22일  |
| "Boyfriend"                                                     | 저스틴 비버                                                 | 2012년 7월 6일   |
| "What Makes You Beautiful"                                      | 원 디렉션                                                   | 2012년 7월 20일  |
| "강남스타일"                                                    | 싸이                                                        | 2012년 9월 14일  |
| "As Long as You Love Me"                                        | 저스틴 비버 ft. 빅 숀                                       | 2012년 10월 5일  |
| "Live While We're Young"                                        | 원 디렉션                                                   | 2012년 10월 19일 |
| "Little Things"                                                 | 원 디렉션                                                   | 2012년 11월 9일  |
| "It's Thanksgiving"                                             | 니콜 웨스트브룩                                             | 2012년 11월 16일 |
| "Scream & Shout"                                                | 윌 아이 앰 ft. 브리트니 스피어스                            | 2012년 12월 14일 |
| "Kiss You"                                                      | 원 디렉션                                                   | 2013년 1월 18일  |
| "I Knew You Were Trouble"                                       | 테일러 스위프트                                             | 2013년 2월 8일   |
| "Thrift Shop"                                                   | 매클모어 & 라이언 루이스 ft. 완즈                           | 2013년 3월 1일   |
| "Started from the Bottom"                                       | 드레이크                                                    | 2013년 3월 23일  |
| "22"                                                            | 테일러 스위프트                                             | 2013년 4월 20일  |
| "젠틀맨"                                                        | 싸이                                                        | 2013년 5월 25일  |
| "What About Love"                                               | 오스틴 머혼                                                 | 2013년 6월 28일  |
| "We Can't Stop"                                                 | 마일리 사이러스                                             | 2013년 7월 12일  |
| "Blurred Lines"                                                 | 로빈 시크 ft. T.I. 및 퍼렐 윌리엄스                         | 2013년 8월 2일   |
| "Best Song Ever"                                                | 원 디렉션                                                   | 2013년 8월 24일  |
| "Applause"                                                      | 레이디 가가                                                 | 2013년 9월 13일  |
| "Wrecking Ball"                                                 | 마일리 사이러스                                             | 2013년 10월 5일  |
| "Pour It Up"                                                    | 리한나                                                      | 2013년 11월 2일  |
| "Royals"                                                        | 로드                                                        | 2013년 11월 23일 |
| "Bound 2"                                                       | 칸예 웨스트                                                 | 2013년 12월 14일 |
| "All That Matters"                                              | 저스틴 비버                                                 | 2013년 12월 27일 |
| "The Monster"                                                   | 에미넴 ft. 리한나                                           | 2014년 1월 18일  |
| "Adore You"                                                     | 마일리 사이러스                                             | 2014년 2월 1일   |
| "Confident"                                                     | 저스틴 비버 ft. 찬스 더 래퍼                                | 2014년 2월 22일  |
| "Can't Remember to Forget You"                                  | 샤키라 ft. 리한나                                           | 2014년 3월 8일   |
| "Dark Horse"                                                    | 케이티 페리 ft. 주시 J                                      | 2014년 3월 22일  |
| "Happy"                                                         | 퍼렐 윌리엄스                                               | 2014년 4월 19일  |
| "Hello Kitty"                                                   | 에이브릴 라빈                                               | 2014년 5월 17일  |
| "We Are One (Ole Ola)"                                          | 핏불 ft. 제니퍼 로페즈 및 클라우지아 레이치                 | 2014년 5월 31일  |
| "Fancy"                                                         | 이기 아젤리아 ft. 찰리 XCX                                  | 2014년 6월 14일  |
| "Hangover"                                                      | 싸이 ft. 스눕 독                                            | 2014년 7월 5일   |
| "Problem"                                                       | 아리아나 그란데 ft. 이기 아젤리아                           | 2014년 7월 20일  |
| "Wiggle"                                                        | 제이슨 데룰로 ft. 스눕 독                                   | 2014년 8월 3일   |
| "Rude"                                                          | 매직!                                                       | 2014년 8월 17일  |
| "Break Free"                                                    | 아리아나 그란데 ft. 제드                                    | 2014년 8월 31일  |
| "Anaconda"                                                      | 니키 미나즈                                                 | 2014년 9월 14일  |
| "Shake It Off"                                                  | 테일러 스위프트                                             | 2014년 9월 28일  |
| "Booty"                                                         | 제니퍼 로페즈 ft. 이기 아젤리아                             | 2014년 10월 13일 |
| "Animals"                                                       | 마룬 5                                                      | 2014년 10월 27일 |
| "All About That Bass"                                           | 메간 트레이너                                               | 2014년 11월 9일  |
| "Love Me Harder"                                                | 아리아나 그란데 및 위켄드                                   | 2014년 11월 23일 |
| "Blank Space"                                                   | 테일러 스위프트                                             | 2014년 12월 7일  |
| "Lips Are Movin"                                                | 메간 트레이너                                               | 2014년 12월 21일 |
| "Uptown Funk"                                                   | 마크 론슨 ft. 브루노 마스                                   | 2015년 1월 31일  |
| "Elastic Heart"                                                 | 시아 ft. 매디 지글러 및 샤이아 러보프                       | 2015년 2월 15일  |
| "Sugar"                                                         | 마룬 5                                                      | 2015년 3월 1일   |
| "I Really Like You"                                             | 칼리 레이 젭슨                                              | 2015년 3월 21일  |
| "FourFiveSeconds"                                               | 리한나, 칸예 웨스트, 및 폴 매카트니                         | 2015년 4월 11일  |
| "Style"                                                         | 테일러 스위프트                                             | 2015년 4월 26일  |
| "Big Girls Cry"                                                 | 시아                                                        | 2015년 5월 10일  |
| "Pretty Girls"                                                  | 브리트니 스피어스 및 이기 아젤리아                          | 2015년 5월 24일  |
| "Bad Blood"                                                     | 테일러 스위프트 ft. 켄드릭 라마                             | 2015년 6월 14일  |
| "Feeling Myself"                                                | 니키 미나즈 ft. 비욘세                                      | 2015년 6월 28일  |
| "Bitch I'm Madonna"                                             | 마돈나 ft. 니키 미나즈                                      | 2015년 7월 19일  |
| "Where Are Ü Now"                                               | 스크릴렉스 및 디플로 ft. 저스틴 비버                        | 2015년 8월 2일   |
| "Worth It"                                                      | 피프스 하모니 ft. 키드 잉크                                 | 2015년 8월 16일  |
| "Can't Feel My Face"                                            | 위켄드                                                      | 2015년 8월 30일  |
| "Watch Me (Whip/Nae Nae)"                                       | 사일렌토                                                    | 2015년 9월 13일  |
| "What Do You Mean?"                                             | 저스틴 비버                                                 | 2015년 10월 11일 |
| "Wildest Dreams"                                                | 테일러 스위프트                                             | 2015년 10월 25일 |
| "Hotline Bling"                                                 | 드레이크                                                    | 2015년 11월 8일  |
| "Focus"                                                         | 아리아나 그란데                                             | 2015년 11월 22일 |
| "Hello"                                                         | 아델                                                        | 2015년 12월 6일  |
| "Sorry"                                                         | 저스틴 비버                                                 | 2015년 12월 20일 |
| "Love Yourself"                                                 | 저스틴 비버                                                 | 2016년 1월 31일  |
| "Stitches"                                                      | 숀 멘데스                                                   | 2016년 2월 14일  |
| "Hands to Myself"                                               | 셀레나 고메즈                                               | 2016년 2월 28일  |
| "Work"                                                          | 리한나 ft. 드레이크                                         | 2016년 3월 26일  |
| "Pillowtalk"                                                    | 제인 말리크                                                 | 2016년 4월 9일   |
| "No"                                                            | 메간 트레이너                                               | 2016년 4월 23일  |
| "Work from Home"                                                | 피프스 하모니 ft. 타이 달라 사인                            | 2016년 5월 7일   |
| "Hair"                                                          | 리틀 믹스 ft. 숀 폴                                         | 2016년 5월 29일  |
| "Ain't Your Mama"                                               | 제니퍼 로페즈                                               | 2016년 6월 25일  |
| "Sweatshirt"                                                    | 제이컵 사토리어스                                           | 2016년 7월 9일   |
| "This is What You Came For"                                     | 캘빈 해리스 ft. 리한나                                      | 2016년 7월 23일  |
| "Me Too"                                                        | 메간 트레이너                                               | 2016년 8월 13일  |
| "Kill 'em with Kindness"                                        | 셀레나 고메즈                                               | 2016년 9월 3일   |
| "Hit or Miss"                                                   | 제이컵 사토리어스                                           | 2016년 9월 24일  |
| "Side to Side"                                                  | 아리아나 그란데 ft. 니키 미나즈                             | 2016년 10월 8일  |
| "Closer"                                                        | 체인스모커스 ft. 할시                                       | 2016년 10월 29일 |
| "Starboy"                                                       | 위켄드 ft. 다프트 펑크                                      | 2016년 11월 19일 |
| "Juju on that Beat"                                             | 자이 힐피거 & 자이온 맥콜                                   | 2016년 12월 17일 |
| "Black Beatles"                                                 | 레이 스레머드 ft. 구치 메인                                 | 2017년 2월 4일   |
| "Shape of You"                                                  | 에드 시런                                                   | 2017년 2월 18일  |
| "I Don't Wanna Live Forever"                                    | 제인 말리크 및 테일러 스위프트                              | 2017년 3월 4일   |
| "That's What I Like"                                            | 브루노 마스                                                 | 2017년 3월 25일  |
| "I Feel it Coming"                                              | 위켄드 ft. 다프트 펑크                                      | 2017년 4월 15일  |
| "Humble"                                                        | 켄드릭 라마                                                 | 2017년 5월 20일  |
| "I'm the One"                                                   | DJ 칼리드 ft. 저스틴 비버, 퀘이보, 찬스 더 래퍼, 및 릴 웨인 | 2017년 6월 3일   |
| "It's Everyday Bro"                                             | 제이크 폴 ft. 팀 10                                         | 2017년 6월 24일  |
| "Look What You Made Me Do"                                      | 테일러 스위프트                                             | 2017년 9월 23일  |
| "Gucci Gang"                                                    | 릴 펌                                                       | 2017년 11월 11일 |
| "Rockstar"                                                      | 포스트 말론 ft. 21 새비지                                   | 2017년 12월 23일 |
| "Finesse"                                                       | 브루노 마스 ft. 카디 비                                     | 2018년 1월 27일  |
| "Esskeetit"                                                     | 릴 펌                                                       | 2018년 5월 26일  |
| "This Is America"                                               | 차일디시 감비노                                             | 2018년 6월 9일   |
| "Fefe"                                                          | 식스나인 ft. 니키 미나즈 및 머다 비츠                       | 2018년 8월 24일  |